# Хоружая, Вера Захаровна
Ве́ра Заха́ровна Хору́жая (бел. Вера Харужая, пол. Wiera Charuża; 14 [27] сентября 1903, Бобруйск — 1942, Витебск) — Герой Советского Союза (награждена 17.05.1960, посмертно), партизанская активистка, связная между Центральным Комитетом КП Белоруссии и командованием фронта, участница гражданской войны, секретарь ЦК Коммунистического союза молодёжи Западной Белоруссии.
Занималась военной разведкой и разведывательной деятельностью. Имела псевдонимы «Вероника Карчевская», «Алеся Шипшина», «Анатолька», «Подпольник», «А. С. Корнилова». Владела русским, белорусским, немецким, польским языками и идишем. Среди еврейских семей считали за еврейку. При рождении имела фамилию «Хорунжая», впоследствии из-за ошибки в документах получила иную.

## Биография
Родилась 27 сентября 1903 года в городе Бобруйске (Минская губерния) в семье служащего. Белоруска. Отец до 1908 года служил в полиции, потом был уволен и после нескольких лет безработицы стал работать десятником по осушке болот. Училась в гимназии, затем в школе второй ступени в Мозыре. После её окончания в 1919 году, в 16 лет работала батрачкой у кулаков, затем учителем в селе, после — ушла добровольцем на гражданскую войну в Красную Армию.
В годы Гражданской войны сражалась добровольцем с отрядами Булак-Балаховича. В 17 лет член комсомола (с 1920 года), член ВКП(б) с 1921 года. Работала сначала в Мозырском, потом в Бобруйском укоме комсомола заведующей политпросветотделом.
После окончания войны работала в комсомоле Белоруссии. В 1922—1923 годах училась в центральной совпартшколе в Минске. Была членом особого отряда по борьбе с бандитизмом. Работала редактором комсомольской газеты «Малады араты» («Молодой пахарь»). В 1923 году выходит замуж за Станислава Скульского.

### В Польше
С 1925 года — секретарь подпольного ЦК комсомола и член ЦК КП Западной Белоруссии, член ЦК комсомола Польши. В отчёте польской охранки о раскрытии коммунистической партии Западной Белоруссии на территории Белостокского воеводства о Вере Хоружей говорилось: «Вышеуказанная считается за исключительно смелого и активного деятеля». Была арестована 15 сентября 1925 года в Белостоке и приговорена польскими властями к шести годам лишения свободы, которые позже были увеличены до восьми лет лишения свободы. По поручению тюремной парттройки в последнем слове сказала следующее:

Наша партия действительно родилась и нынче существует в тяжёлых условиях подполья. Но спрашивается, кто её загнал в подполье? Ответ один — правительство буржуазии и помещиков. Мы разъясняем рабочим и крестьянам Западной Белоруссии, что в Советской России живут наши единокровные братья, которые строят социализм и желают нам успеха в борьбе с капитализмом. Вы обвиняете нас в том, что мы хотим оторвать «кресы всходне» (восточные земли) от Польши и присоединить их к Советской России. Хочу заявить следующее. Этого требования пока нет в программе нашей партии. Но коммунисты всегда отстаивали и будут отстаивать право каждого народа на самоопределение вплоть до отделения

В письме матери из тюрьмы 26 апреля 1926 года писала:

Нет, мамочка, я и теперь так же бодра, как в 1920—1921 гг., когда мы жили ещё вместе. Ведь я же прекрасно знала, что меня ожидает, и это ни на минуту не остановило, не заставило меня даже призадуматься… С крепкой верой в свою правоту и с надеждой на лучшее будущее и тюрьма — не тюрьма.

Первый раз в Бресте она привлекалась по процессу «31-го» вместе с Р. Вольф, З. Поплавским и др. Тогда она была осуждена на 6 лет строгого тюремного заключения. Процесс продолжался с 10 по 17 января 1927 года. Осуждённые встретили приговор пением «Интернационала», организовав в зале по инициативе Веры Хоружей политическую демонстрацию, которая была поддержана трудящимися Бреста за стенами суда. В тюрьме Вера была членом партийного комитета тюрьмы. Второй раз — по процессу «133-х» в Белостоке в апреле — мае 1928 года.

Скоро у меня второй суд. Это будет очень большой, интересный процесс. Мой первый суд, о котором ты уже знаешь, был по сравнению с этим совсем маленьким и продолжался только восемь дней

В процессе «133-х» в числе основных обвиняемых вместе с В. Хоружей были руководящие работники КПЗБ Я. Черняк (Аронштам), С. Скульский, Р. Вольф, Ф. Карловский, Л. Ковенская, В. Свежбинский, К. Басинский, З. Пилипенко, А. Захарьяш и другие. Вера Хоружая была осуждена на восемь лет каторги.
В 1930 году находилась в камере женской тюрьмы «Фордон», когда её представили к награде орденом Трудового Красного Знамени. В 1931 году её послания из тюрьмы вышли в СССР отдельной книгой под названием «Письма на волю».

…Пишу вам, и грудь разрывается от боли безмерной, от большой радости. Я с трудом сдерживаю слёзы, а далёкие, незабываемые образы один за другим проходят перед глазами: комсомольская ячейка, «Азбука коммунизма», первые кружки, учёба, могучий рост. Комсомол, комсомол! Не пять, а пятнадцать, пятьдесят лет бессильны вырвать из моей памяти эти воспоминания, бессильны заставить меня забыть о том, что комсомол сделал меня большевичкой, воспитал, закалил, научил не только бороться, но и любить революцию больше всего, больше жизни…
— "Письма на волю", В. Хоружая

### В СССР
В 1932 году была обменяна на польского ксендза согласно межгосударственному соглашению между СССР и Польшей об обмене политзаключёнными и вернулась в Советский Союз. Восторженная молодёжь устроила ей огромную демонстрацию, Веру Хоружую буквально на руках вынесли из вагона. Её речь на стихийном митинге вызвала бурю восторга. Поэт Михась Чарот посвятил ей стихотворение. В БССР Вера Хоружая писала статьи, воззвания и брошюры для КПЗБ. 9 августа 1932 года, Надежда Крупская в «Правде» назвала Веру образцом настоящей революционерки.
К 29 годам подпольщице предлагают выбор: дальнейшая учёба или работа в исполкоме Коминтерна. Она выбирает работу в Польской секции. В сентябре 1933 года в Москву приезжает знакомый Веры по Минску Антось Спис, приглашая её в белорусскую столицу на работу публициста. Комиссия по чистке членов КП(б)Б, работающих в представительстве КПЗБ, от 7-9 декабря 1933 года напротив её фамилии сделала запись: «считать проверенной».
В 1933 году Хоружая пишет заявление секретарю ЦК КПЗБ Корчику, в котором отказывается от ордена и просит, чтобы «этот орден получил ЦК КПЗБ от имени всех политических заключённых в Польше». Однако Корчик советует ей не отказываться от ордена, после чего Хоружая получает орден из рук Червякова.
На повторном рассмотрении этого вопроса настоял её бывший муж, представитель КП Польши в Коминтерне, Станислав Скульский. Веру Хоружую вызывают на заседание специально созданной комиссии при Польской секции в составе Альберта, Списа и Глебова, которая принимает 25 ноября 1934 года решение: за «в высшей степени легкомысленное и необдуманное поведение во время следствия в дефензиве в 1925 году» объявить «строгий выговор с запрещением занимать ответственные парт. должности в течение двух лет. Обязать тов. Веру Хорунжую вернуть орден Красного Знамени, вручённый ей в своё время ЦИК БССР». Поводом для такого решения стало то, что Вера Хоружая проявила «доверчивость по отношению к офицеру Второго Отделения польского Генштаба, которому… поручила передачу записки на конспиративную квартиру» — согласно формулировке комиссии. Также комиссия учла, что отец Хоружей в это время работал на польскую полицию.
19 декабря 1934 года Вера Хоружая написала обращение в Президиум БССР:

В Президиум ЦИК БССР.
В 10 годовщину освобождения от польской оккупации я, находясь в польской тюрьме, решением ЦИКа БССР была награждена орденом Трудового Красного Знамени. Ввиду того, что мотивы, которыми руководствовался ЦИК, награждая меня орденом, теперь отпадают, так как есть партийное решение о моём поведении во время ареста, лишающее меня права на такую высокую награду, я считаю своим долгом вернуть вручённый мне орден.
(Подпись внизу: «Вера Хоружая»)

22 февраля 1935 года на заседании Бюро ЦК КП(б)Б «Об ордене Трудового Красного Знамени БССР Веры Хоружей» была принята резолюция: «В связи с выявившимися новыми обстоятельствами, что Хоружая получила орден Трудового Красного Знамени без достаточных оснований, предложить Президиуму ЦВК своё решение о награждении В. Хоружей отменить».
Согласно постановлению партколлегии КПК по БССР от 11 января 1935 года, находящемуся в Национальном архиве Республики Беларусь, «антипартийный проступок» Хоружей описан следующим образом её бывшим супругом Мертенсом-Скульским: «признание, что прибыла из СССР и является гражданкой СССР, признание в выполняемой в партии работе, выявление клички активного члена партии т. „Кароля“, отправление из охранки на партийную квартиру письма через жандармского офицера, что разоблачило эту квартиру, подтверждение, что на другой квартире находилась партийная явка».
Согласно выписке из акта № 7 проверки партдокументов от 8 сентября 1935 года, находящемся в Национальном архиве Республики Беларусь, комитет партконтроля возвращает ей партбилет с фамилией — Хоружая (без буквы «н»), ограничившись «строгим выговором за непартийное поведение при допросе в 1925 году в польской тюрьме».
В 1935 году уехала в Казахстан на «Балхашстрой», где работала заведующей Домом партпросвещения. Вышла замуж во второй раз за Корнилова Сергея Гавриловича. В октябре 1936 года у неё родилась дочка, которую назвали Аней. Там же 10 августа 1937 года в Доме Культуры арестована по обвинению в шпионаже в пользу Польши, доставлена в Минск в тюрьму НКВД (см. Репрессии в БССР).
Провела два года в тюрьме, ведением её дела по очереди занимались четыре следователя. Ей вменялись статьи 66, 68 п. «а» и 76 УК БССР. Во время процесса требовала очной ставки с Лазарем Аронштамом, Иосифом Логиновичем, бывшим мужем Станиславом Скульским и Любовью Янковской, давшими на неё показания. Аронштама, Скульского и Янковскую суд вызвать не смог по причине их смерти. Во время суда говорила следующее:

В начале моего ареста я написала заявление на имя ЦК ВКП(Б), в которой указывала, что арест мой является ошибкой, а впоследствии я пришла к выводу, что арест мой не был ошибкой, потому что я работала в ЦК КПЗБ с группой провокаторов, которых не могла рассмотреть и своевременно раскрыть, это я считаю, моя самая тяжёлая вина перед партией, народом Польши и СССР.
…В дополнение моих показаний я хотела сказать, что после возвращения моего в СССР я хотела обратно поехать на нелегальную партийную работу в Польшу, но приехавший вскоре из Польши Миллер сказал, что ты обожди, подлечись в СССР и что сейчас революционное движение в Польше растёт с каждым днём, а также выдвигаются молодые руководящие партийные работники и что ты, прибывши в Польшу, не будешь занимать такое руководящее место, как раньше.
А также приехавший Корчик, когда узнал, что я имею опять желание поехать в Польшу, начал меня уговаривать, чтобы я не рвалась сейчас на работу в Польшу и что мы с тобой должны считаться и беречь руководящие партийные кадры, потому что таких работников считанные единицы. На это я Корчику всё же заявила, что если через полтора года я не буду послана опять в Польшу на нелегальную партийную работу, то я буду ставить вопрос перед Коминтерном.
На сделанное мною заявление Корчику последний обещал мне после того, как я отдохну, направить меня опять в Польшу, но это было только на словах, а на деле они со Скульским приняли совершенно другое решение, а именно убрать меня с дороги, чтобы я им не мешала в контрреволюционной работе в КПЗБ.
…На партийной работе в Польше я работала со всем пылом и присущими качествами большевику. Если вопреки таким сволочам, как Скульский и Корчик и иже с ними, в Польше было поднято революционное движение, то в этом есть и моя заслуга… Когда я прибыла в Польшу, там комсомола не было, но я его создала своими собственными руками и к уходу моему в тюрьму в Польше насчитывалось около 1500 комсомольцев.
…Мне одно только непонятно, то, что в обвинительном заключении указывается, что я была польской шпионкой и провокатором. Для чего мне это нужно было, обвинительное заключение не даёт прямых ответов. Спрашивается, для чего мне нужно было быть польской шпионкой, по-видимому для того, чтобы сидеть в тюрьме 7 лет, но кому это нужна такая честь, чтобы сидеть 7 лет в тюрьме. Настоящих шпионов и провокаторов в тюрьме по 7 лет не держат, а если и держат, то не больше 2-3 месяца.
На предварительном следствии мне не было задано ни одного вопроса — пытались ли меня завербовать в агенты польской разведки во время моего нахождения в тюрьме. А во время моего пребывания в тюрьме в Польше работники дефензивы пытались меня завербовать, обещая мне всё, что я хочу, но я это приняла за пощёчину и дала на это категорический отказ.
…Никто меня не мог противопоставить моему Советскому государству, а поэтому я никогда не выдавала никому тайны своего государства. Я хочу вспомнить и привести здесь, как говорил Людовик XIV, несмотря на то, что я нахожусь в тюрьме. Людовик XIV говорил: «государство — это я!», и я хочу сказать, что Советское государство — это я!
…В решении трибунала будет выражено, была ли это жизнь шпионки и провокатора или ещё кого, и если трибунал вынесет приговор о направлении меня в лагеря, я буду первым помощником руководству лагерей, буду первой бригадиршей стахановского движения и также буду перегрызать горло любому врагу, который будет пытаться проводить свою работу.
…Если я буду направлена в лагеря, я не раскисну и не размочалюсь. Никто меня не сломит и не отобьёт любви к нашей партии и Советскому государству. Я останусь такой же, какой я есть на сегодняшний день, до конца преданной нашей партии, которая является для меня самым дорогим в моей жизни.
— Стенограмма судебного заседания
После двухдневного заседания 15 августа 1939 года решением суда оправдана и освобождена из-под стражи. В октябре 1939 года восстановлена в партии. После присоединения Западной Белоруссии Вера Захаровна Хоружая работает в Пинском областном Комитете партии. В ноябре 1940 года решением партколлегии комиссии партийного контроля при ЦК ВКП(б) строгий выговор снят.
Во время немецкой оккупации вместе со своим вторым мужем Сергеем Корниловым, будучи беременной вступила в партизанский отряд под командованием В. З. Коржа, героя боёв гражданской войны в Испании, и работала там связной. Муж Веры Хоружей, Сергей Корнилов, был ранен в плечо, ногу и грудь в бою возле бывшего имения Заполье возле Пинска и умер в бессознательном состоянии во время отступления. Об этом сохранилась её запись:

Я вспомнила сильные и жёсткие слова Долорес Ибаррури: лучше быть вдовой героя, чем женой труса, — и по-новому поняла смысл этих слов.

Будучи беременной, в конце 1941 года перешла линию фронта для установления связи с ЦК КП(б) Беларуси. Достигнув пункта назначения, была отправлена командованием к родным, которые жили в эвакуации в Пензе, где родила мальчика, которого назвала Сергеем, в честь погибшего мужа. Вера Хоружая в декабре 1941 года написала секретарю ЦК КП(б)Б Пантелеймону Пономаренко.

Я… невыносимо томлюсь от мысли, что в такие грозные дни, когда фашистские изверги терзают и топчут родную мою Белоруссию… остаюсь в резерве…

### Смерть
В начале 1942 года Вера Хоружая едет в Москву, чтобы готовиться к нелегальной работе на оккупированных территориях. В августе 1942 года ещё раз перешла линию фронта во главе спецгруппы и прибыла в Витебск. По документам, подготовленным в Центре, она значилась как Анна Сергеевна Корнилова: в качестве псевдонима Вера взяла имена детей и фамилию погибшего мужа.
Группа Корниловой-Хоружей базировалась в партизанском отряде близ Витебска. Задача подпольщиков заключалась в проникновении в город и налаживании сети информаторов из числа горожан для сбора оперативных сведений о противнике. Первые же попытки проникновения в город показали, что документы, сделанные в Москве, не являются надёжными, а подпольная работа затруднена активной деятельностью органов немецкой контрразведки. Но, несмотря на это, группа продолжала выполнять задание. Благодаря данным подпольщиков советская авиация несколько раз наносила удары по складам боеприпасов и горючего.
13 ноября 1942 года случился провал. В ноябре 1942 года на явочной квартире (Тракторная ул., № 4) Вера Хоружая была арестована гестапо, вместе с ней были задержаны посланные к ней для связи из партизанского отряда Софья Панкова, также сидевшая в тюрьмах за работу в КПЗБ, и Клавдия Бордачева, Суранова, 1907 г.р., Василий Воробьёв, 1909 г.р. (до войны директор витебского хлебозавода, хозяин явочной квартиры), его жена Агафия и Мария Воробьёва, 1858 г.р. Ни как погибли, ни где похоронены схваченные нацистами подпольщики, осталось неизвестно.
О провале группы в отряде стало известно только 26 ноября. Известно лишь, что одна из участниц группы выдала её настоящее имя «Вера», также немцам удалось расшифровать донесения группы. Анна Киташева — разведчица армейской разведгруппы, стала одной из немногих, вышедших живыми из Витебской спецтюрьмы СД. 3 декабря 1942 года она оказалась в камере, где было более двадцати арестованных, в том числе Вера Хоружая. По свидетельству Киташевой, из-за побоев Хоружая уже не могла ходить. После трёхнедельных нечеловеческих пыток и издевательств Вера Хоружая была казнена, вероятно, на территории бывшего 5-го железнодорожного полка, не выдав никакой информации.
Награждена орденом Красного Знамени (посмертно). Неизвестность обстоятельств гибели подпольщицы стала причиной того, что только в 1960 году Указом Президиума Верховного Совета СССР от 17 мая 1960 года Вере Захаровне Хоружей было присвоено звание Героя Советского Союза с награждением орденом Ленина (посмертно).

## Семья
Дочь — Анна Сергеевна Шляпникова (род. 1936) — выпускница Тимирязевской сельскохозяйственной академии, агрохимик и почвовед, сын — Сергей Хоружий (05.10.1941 — 22.09.2020) — российский физик, философ, богослов, переводчик.

## Награды и звания
- Звание Героя Советского Союза Хоружей Вере Захаровне присвоено посмертно 17 мая 1960 года.
- Награждена орденом Ленина, орденом Красного Знамени и медалью.

## Память
- В Пинске установлен памятник В. Хоружей[3], улице присвоено имя В. Хоружей.
- Благодаря И. Кравченко уцелела тетрадь с очерком «Светазарная мая Беларусь!», содержащая в том числе стихи Хоружей.
- Жизни и подвигам Веры Хоружей посвящены фильм «Письма к живым» (1964)[4], 2-я симфония композитора Кима Тесакова, экспонаты музея 73-й минской школы.
- В ряде городов Белоруссии её именем названы улицы и площади (в Минске, Бресте, Витебске), установлены памятники, мемориальные доски.
- В Бобруйске средняя школа № 27 носит имя Веры Хоружей[5], в Витебске — средняя школа № 31[6].
- В городе Алма-Ата есть улица В. Хоружей.
- В 1964 году была выпущена почтовая марка, посвящённая Вере Хоружей. В этом же году был издан почтовый конверт с изображением памятника В. Хоружей в городе Пружаны Белорусской ССР (№ 3490/64-557, каталог Лапкина).
- В 1978 году издан художественный маркированный конверт, посвящённый героине.
- В средней школе № 192 города Москвы, в которой долгое время существовала пионерская дружина имени Веры Хоружей, с 1965 года действует музей «Героини Великой Отечественной войны», основная часть экспозиции которого посвящена подвигам В. З. Хоружей[7].
- В Мозыре установлен памятник В. З. Хоружей.
- Экспозиция в Белорусском государственном музее истории Великой Отечественной войны[8].

## В филателии
- Вера Хоружая на марке Почты СССР, 1964 год
- Сирень «Вера Хоружая»